# Suede (album)
Suede je eponymní debutové album anglické alternativní rockové skupiny Suede. Bylo vydáno v březnu 1993 společností Nude Records. V té době se jednalo o nejrychleji se prodávající singl v britské historii. Toto album se umístilo na vrcholu UK Albums Chart a získalo Mercury Music Prize. Je také často spojováno se začátkem britpopového hnutí. Jeho hudební a lyrický obsah byl často srovnáván s The Smiths a raným Davidem Bowiem.

## Seznam skladeb
Autory všech skladeb jsou Brett Anderson a Bernard Butler.
1. „So Young“ – 3:38
2. „Animal Nitrate“ – 3:27
3. „She's Not Dead“ – 4:33
4. „Moving“ – 2:50
5. „Pantomime Horse“ – 5:49
6. „The Drowners“ – 4:10
7. „Sleeping Pills“ – 3:51
8. „Breakdown“ – 6:02
9. „Metal Mickey“ – 3:27
10. „Animal Lover“ – 4:17
11. „The Next Life“ – 3:32

## Obsazení
Suede
- Brett Anderson – zpěv
- Bernard Butler – kytara, klavír
- Mat Osman – baskytara
- Simon Gilbert – bicí

Další hudebníci
- Shelley Van Loen – housle
- Lynne Baker – viola
- Caroline Barnes – housle
- John Buller – aranže žesťů
- Trevor Burley – violoncello
- Simon Clarke – barytonsaxofon, tenorsaxofon
- Phil – perkuse